# Amy Watson
Amy Watson (Oceanside, 12 maggio 1981) è un'ex ballerina e direttrice artistica statunitense, prima ballerina del Balletto Reale Danese dal 2007 al 2021 e poi sua direttrice dal 2024.

## Biografia
Figlia di un militare, ha vissuto in diverse parti del mondo durante l'infanzia e l'adolescenza, studiando danza ovunque il padre fosse di stanza e, in particolare, formandosi per due anni con la Royal Academy of Dance di Londra e poi con la School of American Ballet di New York. Nel 1998 è stata notata da Suzanne Farrell, che l'ha invitata a unirsi alla sua compagnia. Dopo due anni con il Suzanne Farrell Ballet, è stata scritturata dal Balletto Reale Danese, di cui è diventata solista nel 2003 e prima ballerina nel 2007.
Nel corso della sua carriera ventennale come ballerina del Balletto Reale Danese, ha danzato nelle opere dei maggiori coreografi del XIX, XX e XXI secolo, tra cui George Balanchine (Agon, Jewels come Emeralds, Lo schiaccianoci come Fata Confetto), August Bournonville (Napoli come Teresina, La Sylphide nel ruolo dell'eponima protagonista), Nikolaj Hübbe (Don Chisciotte come Kitri, Il lago dei cigni come Odette/Odile), Harald Lander (Etudes), John Neumeier (Ermia e Titania in Sogno di una notte di mezza estate), Jerome Robbins (The Cage, West Side Story Suite, Dances at a Gathering), Twyla Tharp (Come Fly Away) e Christopher Wheeldon (La bella addormentata come Aurora). Inoltre ha danzato come ballerina ospite con il New York City Ballet in The Four Temperaments nel 2009 e con l'American Ballet Theatre, con cui ha esordito come Myrta in Giselle al Metropolitan Opera House nel 2014.
Nel 2021 ha dato il suo addio alle scene danzando per l'ultima volta come Teresina in Napoli e, successivamente è rimasta con il Balletto Reale Danese in veste di maestra di balletto. Nel maggio 2024 è diventata direttrice ad interim della compagnia, mentre nel novembre dello stesso anno è definitivamente successa a Hübbe come direttrice del Balletto Reale Danese.
È sposata con Daniel Tafdrup e la coppia ha due figli.